# Atletica leggera ai Giochi della XXXI Olimpiade - Eptathlon

Immagini salienti della gara

L'eptathlon ha fatto parte del programma femminile di atletica leggera ai Giochi della XXXI Olimpiade. La competizione si è svolta nei giorni 12 e 13 agosto allo Stadio Nilton Santos di Rio de Janeiro.

## Presenze ed assenze delle campionesse in carica
Per i campionati europei si considera l'edizione del 2014.
| Competizione         | Atleta                 | Prestazione | Rio 2016 |
| -------------------- | ---------------------- | ----------- | -------- |
| Olimpiadi 2012       | Jessica Ennis          | 6 955 p.    | Presente |
| Commonwealth 2014    | Brianne Theisen        | 6 597 p.    | Presente |
| Europei 2014         | Antoinette Nana Djimou | 6 551 p.    | Presente |
| Panamericani 2015    | Yorgelis Rodríguez     | 6 332 p.    | Presente |
| Africani 2015        | Uhunoma Osazuwa        | 5 892 p.    | Presente |
| Mondiali 2015        | Jessica Ennis          | 6 669 p.    | Presente |
|                      |                        |             |          |
| Mondiali junior 2012 | Yorgelis Rodríguez     | 5 966 p.    | Presente |

## La gara
Tra le atlete in attività, l'inglese Jessica Ennis è l'unica a poter sfiorare i 7.000 punti. Campionessa olimpica e mondiale, cerca di bissare l'oro di Londra.

Ma sulla sua strada incontra Nafissatou Thiam (figlia di una madre belga e di un padre senegalese). La belga, che ha un personale di 6412 punti, si migliora in cinque delle sette gare del programma e vince con 35 punti di vantaggio sulla Ennis. 6.810 punti valgono anche il record del Belgio.

Brianne Theisen-Eaton (moglie del campione olimpico Ashton), risale nella seconda giornata dalla sesta alla terza posizione e conquista la medaglia di bronzo.

Il miglioramento più consistente tra prima e seconda giornata è attribuibile alla lettone Laura Ikauniece-Admidiņa: da dodicesima finisce al quinto posto con un ottimo 55,93 m nel giavellotto.
La Thiam e l'inglese Katarina Johnson-Thompson stabiliscono il record mondiale per eptatlete nel salto in alto: 1,98 metri (per inciso, un cm in più della misura con cui a Rio si è vinto l'oro nella gara di specialità).

## Risultati
| Record mondiale e olimpico | Jackie Joyner-Kersee  | 7291 p. | Seul   | 23-24 settembre 1988 |
| Capolista stagionale       | Brianne Theisen-Eaton | 6765 p. | Götzis | 29 maggio 2016       |

### Tutte le prove
| Pos.    | Atleta                    | Totale | Prove             | 100h       | Alto      | Peso      | 200m       | Lungo     | Giavell.  | 800m         |
| ------- | ------------------------- | ------ | ----------------- | ---------- | --------- | --------- | ---------- | --------- | --------- | ------------ |
| Oro     | Nafissatou Thiam          | 6810   | Prestazione Punti | 13”56 1041 | 1,98 1211 | 14,91 855 | 25”10 878  | 6,58 1033 | 53,13 921 | 2'16”54 871  |
| Argento | Jessica Ennis-Hill        | 6775   | Prestazione Punti | 12”84 1149 | 1,89 1093 | 13,86 785 | 23”49 1030 | 6,34 954  | 46,06 784 | 2'09”07 978  |
| Bronzo  | Brianne Theisen-Eaton     | 6653   | Prestazione Punti | 13”18 1097 | 1,86 1054 | 13,45 757 | 24”18 963  | 6,48 1001 | 47,36 809 | 2'09”50 972  |
| 4       | Laura Ikauniece-Admidiņa  | 6617   | Prestazione Punti | 13”33 1075 | 1,77 941  | 13,52 762 | 23”76 1004 | 6,12 887  | 55,93 975 | 2'09”43 973  |
| 5       | Carolin Schäfer           | 6540   | Prestazione Punti | 13”12 1106 | 1,83 1016 | 14,57 832 | 23”99 982  | 6,20 912  | 47,99 821 | 2'16”52 871  |
| 6       | Katarina Johnson-Thompson | 6523   | Prestazione Punti | 13”48 1053 | 1,98 1211 | 11,68 640 | 23”26 1053 | 6,51 1010 | 36,36 598 | 2'10”47 958  |
| 7       | Yorgelis Rodríguez        | 6481   | Prestazione Punti | 13”61 1034 | 1,86 1054 | 13,69 773 | 24”26 956  | 6,25 927  | 48,89 839 | 2'14”65 898  |
| 8       | Györgyi Zsivoczky-Farkas  | 6442   | Prestazione Punti | 13”79 1008 | 1,86 1054 | 14,39 820 | 25”38 852  | 6,31 946  | 48,07 823 | 2'11”76 939  |
| 9       | Jennifer Oeser            | 6401   | Prestazione Punti | 13”69 1023 | 1,86 1054 | 14,28 813 | 24”99 888  | 6,19 908  | 47,22 806 | 2'13”82 909  |
| 10      | Anouk Vetter              | 6394   | Prestazione Punti | 13”47 1055 | 1,77 941  | 14,78 846 | 23”93 987  | 6,10 880  | 48,42 830 | 2'17”71 855  |
| 11      | Antoinette Nana Djimou    | 6383   | Prestazione Punti | 13”37 1069 | 1,77 941  | 14,88 853 | 25”07 880  | 6,43 985  | 48,76 836 | 2'20”36 819  |
| 12      | Barbara Nwaba             | 6309   | Prestazione Punti | 13”81 1005 | 1,83 1016 | 14,81 848 | 24”77 908  | 5,81 792  | 46,85 799 | 2'11”61 941  |
| 13      | Nadine Broersen           | 6300   | Prestazione Punti | 13”56 1041 | 1,77 941  | 14,04 797 | 24”94 892  | 6,15 896  | 50,80 876 | 2'17”55 857  |
| 14      | Claudia Rath              | 6270   | Prestazione Punti | 13”63 1031 | 1,74 903  | 12,83 716 | 24”48 935  | 6,55 1023 | 39,39 656 | 2'07”22 1006 |
| 15      | Evelis Aguilar            | 6263   | Prestazione Punti | 13”84 1001 | 1,74 903  | 13,60 767 | 24”12 969  | 6,23 921  | 46,90 800 | 2'14”32 902  |
| 16      | Xénia Krizsán             | 6257   | Prestazione Punti | 13”66 1027 | 1,77 941  | 13,78 779 | 25”24 865  | 6,08 874  | 49,78 856 | 2'13”46 915  |
| 17      | Kendell Williams          | 6221   | Prestazione Punti | 13”04 1118 | 1,83 1016 | 11,21 609 | 24”09 972  | 6,31 946  | 40,93 685 | 2'16”24 875  |
| 18      | Heather Miller-Koch       | 6213   | Prestazione Punti | 13”56 1041 | 1,80 978  | 12,91 721 | 24”97 890  | 6,16 899  | 40,25 672 | 2'06”82 1012 |
| 19      | Nadine Visser             | 6190   | Prestazione Punti | 13”02 1121 | 1,68 830  | 12,84 717 | 24”34 948  | 6,35 959  | 42,48 715 | 2'14”47 900  |
| 20      | Akela Jones               | 6173   | Prestazione Punti | 13”00 1124 | 1,89 1093 | 14,09 800 | 24”35 947  | 6,30 943  | 42,00 706 | 2'41”12 560  |
| 21      | Ivona Dadic               | 6155   | Prestazione Punti | 13”84 1001 | 1,77 941  | 13,71 756 | 24”60 924  | 6,05 865  | 46,08 784 | 2'15”64 884  |
| 22      | Eliška Klučinová          | 6077   | Prestazione Punti | 14”07 968  | 1,80 978  | 14,41 821 | 25”37 853  | 6,08 874  | 46,73 797 | 2'22”81 786  |
| 23      | Vanessa Chefer            | 6024   | Prestazione Punti | 14”24 945  | 1,68 830  | 13,06 731 | 24”11 970  | 6,10 880  | 45,05 764 | 2'14”20 904  |
| 24      | Kateřina Cachová          | 5958   | Prestazione Punti | 13”19 1096 | 1,77 941  | 12,38 686 | 24”32 950  | 5,91 822  | 37,77 625 | 2'18”95 838  |
| 25      | Hanna Kas'janova          | 5951   | Prestazione Punti | 13”66 1027 | 1,77 941  | 13,25 744 | 24”60 924  | 5,88 813  | 38,10 631 | 2'16”58 871  |
| 26      | Alysbeth Felix            | 5805   | Prestazione Punti | 14”07 968  | 1,68 830  | 11,36 619 | 24”74 911  | 6,22 918  | 40,17 671 | 2'15”32 888  |
| 27      | Sofia Yfantidou           | 5613   | Prestazione Punti | 13”99 980  | 1,65 795  | 12,97 725 | 26”32 769  | 5,51 703  | 54,57 949 | 2'30”08 692  |
| 28      | Alina F'odorova           | 5038   | Prestazione Punti | 14”10 964  | 1,80 978  | 14,38 820 | 25”44 847  | 6,00 850  | 35,44 580 | Ritirata 0   |
| 29      | Uhunoma Osazuwa           |        | Prestazione Punti | 13”65 1014 | 1,77 941  | 13,15 737 | 24”67 917  | 5,72 765  | 33,42 542 | Squal. 0     |
|         | Ekaterina Voronina        |        | Prestazione Punti | 15”21 814  | 1,65 795  | ___       | ___        | ___       | ___       | ___          |
|         | Grit Sadeiko              |        | Prestazione Punti | Rit. 0     | ___       | ___       | ___        | ___       | ___       | ___          |